# Sea Devils
Sea Devils is een Amerikaans-Britse avonturenfilm uit 1953 onder regie van Raoul Walsh. Het scenario is gebaseerd op de roman Les Travailleurs de la mer (1866) van de Franse auteur Victor Hugo.

## Verhaal
Tijdens de napoleontische oorlogen rivaliseren twee smokkelaars met elkaar. Dan moeten ze echter samenwerken. Op die manier dwarsbomen ze de plannen van Napoleon om Engeland te veroveren.

## Rolverdeling
| Acteur             | Personage        |
| ------------------ | ---------------- |
| Yvonne De Carlo    | Droucette        |
| Rock Hudson        | Gilliatt         |
| Maxwell Reed       | Rantaine         |
| Denis O'Dea        | Lethierry        |
| Michael Goodliffe  | Ragan            |
| Bryan Forbes       | Willie           |
| Jacques B. Brunius | Fouche           |
| Ivor Barnard       | Benson           |
| Arthur Wontner     | Baron de Baudrec |
| Gérard Oury        | Napoleon         |
| Larry Taylor       | Blasquito        |
| Keith Pyott        | Generaal Latour  |